# Río Piratiní
Le rio Piratini est un cours d'eau brésilien de l'État du Rio Grande do Sul. 